# Nazarezinho
Nazarezinho là một đô thị thuộc bang Paraíba, Brasil. Đô thị này có diện tích 173,244 km², dân số năm 2007 là 7163 người, mật độ 41,3 người/km².